# Десятинный монастырь Рождества Пресвятой Богородицы
Десятинный монастырь Рождества Пресвятой Богородицы (укр. Десятинний монастир Різдва Пресвятої Богородиці) — мужской монастырь УПЦ МП при Десятинном (Владимиро-Ольгинском) храме.
Здание храма было демонтировано в мае 2024 года.

## История
Часовню УПЦ МП построили в 2007 году возле фундамента Десятинной церкви — храма времен Киевской Руси.
14 апреля 2009 года Священный синод Украинской православной церкви благословил открыть при храме Десятинный мужской монастырь.
Строительство здания было проведено с нарушением законодательства Украины — не были проведены археологические обследования, не были получены разрешения Института археологии НАНУ и Министерства культуры и информационной политики.
В феврале 2023 года суд обязал УПЦ МП демонтировать незаконно построенное сооружение. Здание было демонтировано 17 мая 2024 года.

## Галерея

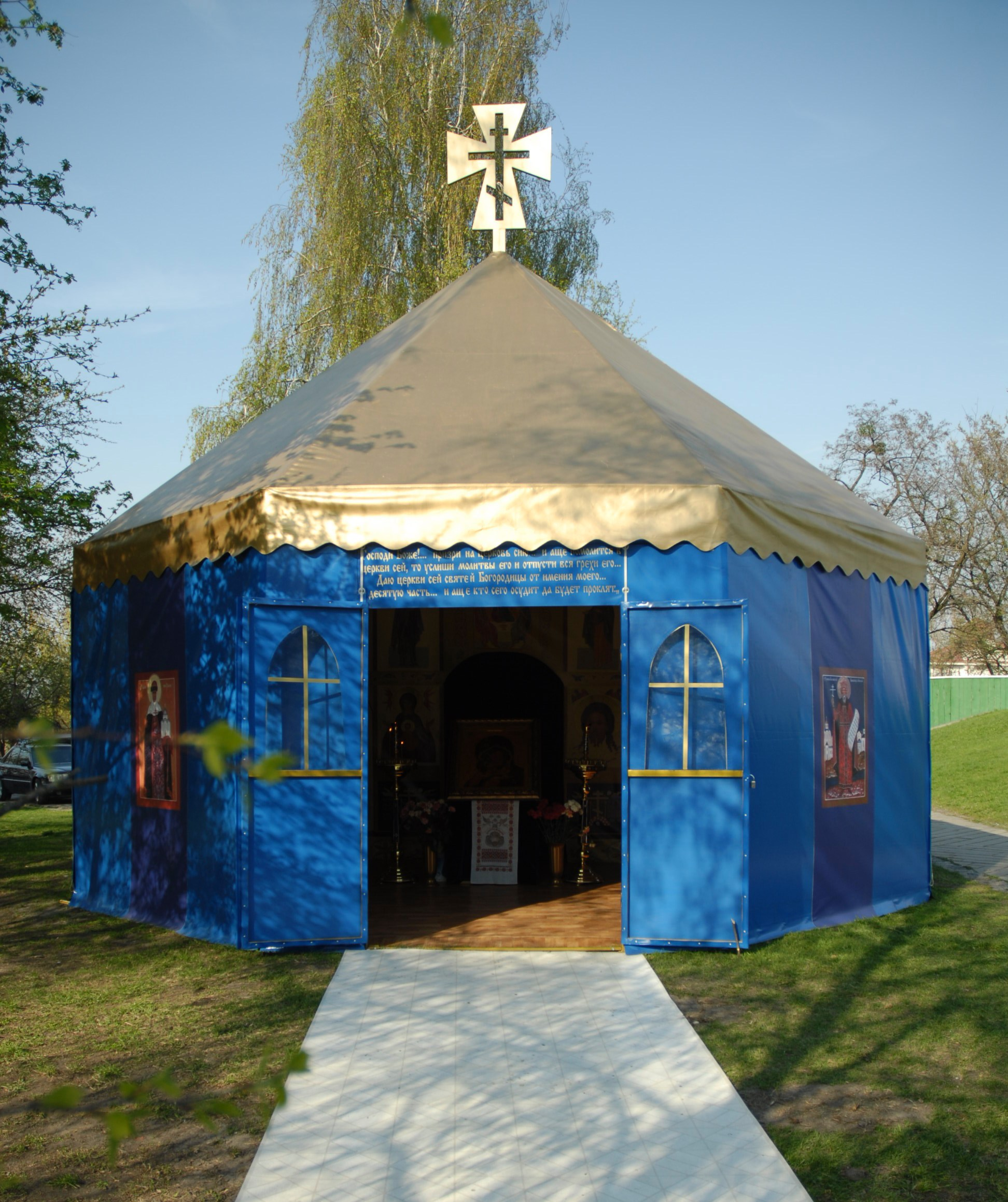
Первый храм - палатка 2006 г.
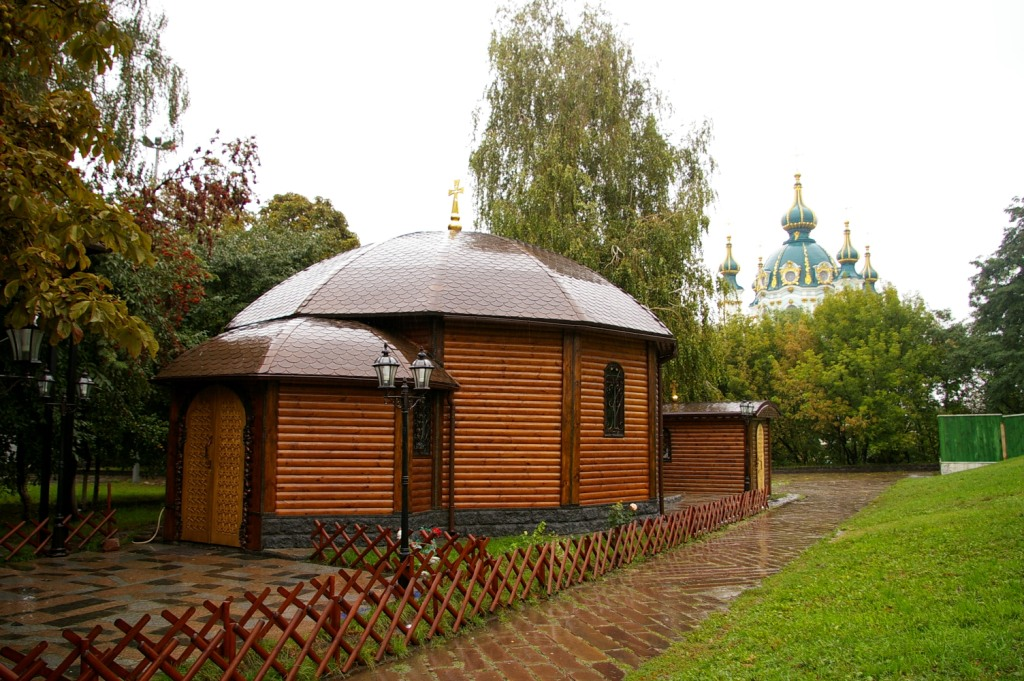
Три объединенных киоска 2008 г.
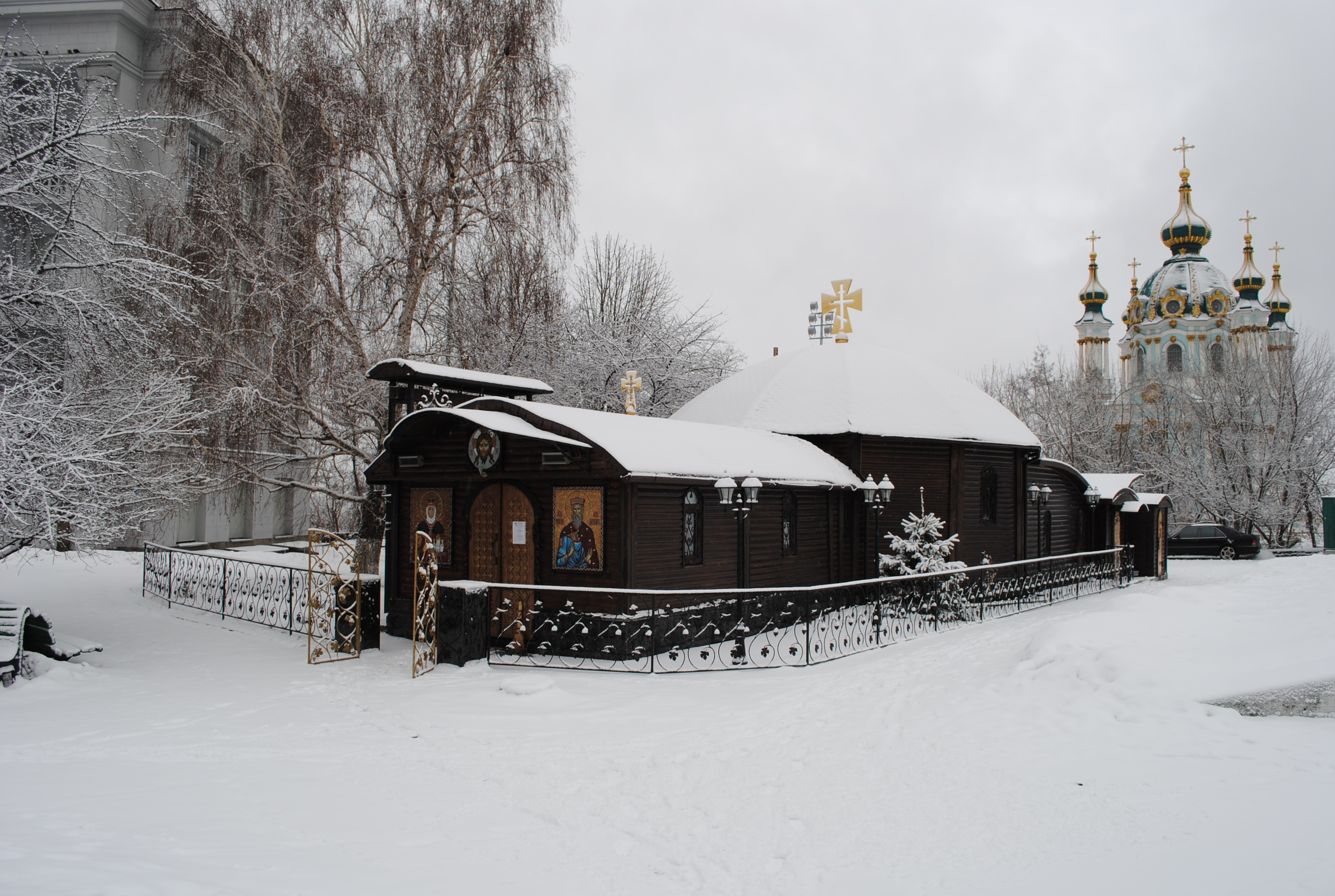
Деревянное строение. Зима 2012 г.
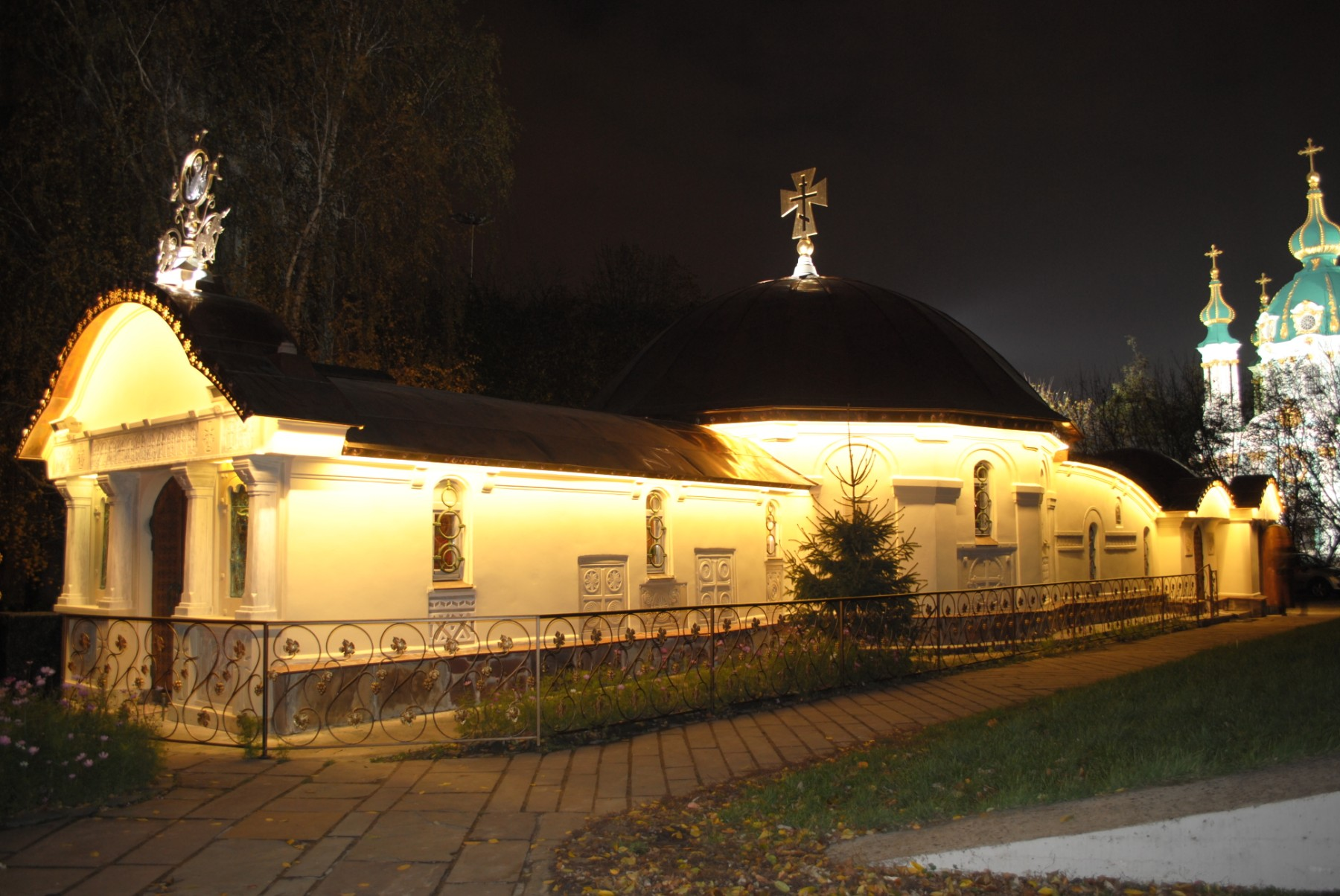
Ночная подсветка здания храма, впоследствии снесённого.
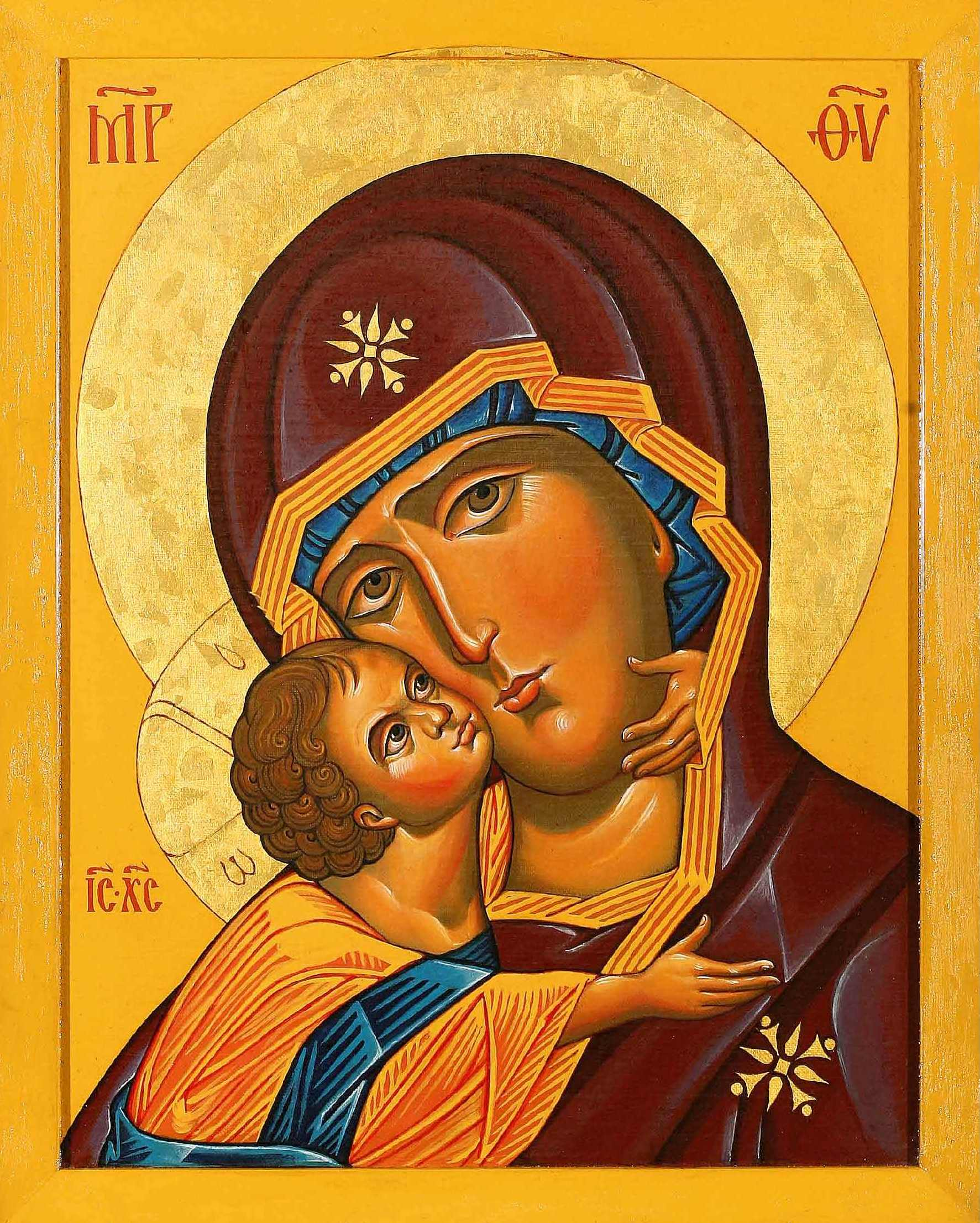
Десятинная икона Божией Матери
Святой блаженный Иоанн Босой